# Raffaele Topo
Raffaele Topo (Villaricca, 2 marzo 1965) è un politico italiano, sindaco di Villaricca dal 15 maggio 2001 al 5 luglio 2010 e deputato alla Camera nella XVIII legislatura della Repubblica Italiana per il Partito Democratico. Nelle elezioni europee del 2024 è stato candidato al Parlamento Europeo.

## Biografia
Nato il 2 marzo 1965 a Villaricca (NA), figlio di Francesco "Ciccio" Topo (1938-2020), un autista che lavorò per Antonio Gava (uomo di punta del doroteismo nella DC), dopo aver conseguito la maturità classica al Liceo Antonio Genovesi di Napoli, si è laureato alla Facoltà di Giurisprudenza all'Università degli Studi di Napoli Federico II, esercitando successivamente la professione di avvocato.

### Attività politica
Entra in politica con la Democrazia Cristiana, per poi nel 1994, con il suo scioglimento, aderire al rinato Partito Popolare Italiano (PPI) di Mino Martinazzoli, dove dal 1994 al 2001 è stato consigliere comunale a Villaricca.
Nel 2000 diventa consigliere provinciale a Napoli.
Alle elezioni comunali in Campania del 2001 si candida a sindaco di Villaricca, sostenuto dal PPI, Democratici di Sinistra, Il Girasole, Rifondazione Comunista, Rinnovamento Italiano e la lista "Villaricca Democratica", dove viene eletto sindaco al ballottaggio del 27 maggio con il 50,58% dei voti.
Nel 2002 Topo aderisce alla Margherita di Francesco Rutelli, una lista elettorale che divenne un partito raccogliendo il PPI, Rinnovamento Italiano di Lamberto Dini e I Democratici di Arturo Parisi, con il quale si candida alle elezioni amministrative del 2004 al consiglio provinciale di Napoli, tra le sue liste a sostegno del candidato presidente del centro-sinistra Riccardo Di Palma, venendo eletto consigliere provinciale.
Alle elezioni comunali in Campania del 2006 viene rieletto sindaco di Villaricca al primo turno, sostenuto dalla coalizione di centro-sinistra formata da La Margherita, la lista "Villaricca Democratica", Democratici di Sinistra, Rosa nel Pugno, UDEUR, Rifondazione Comunista e la Federazione dei Verdi, ottenendo il 71,59% dei voti; restando in carica fino al 2010.
Nel 2007 aderisce alla fondazione del Partito Democratico (PD), ricoprendo successivamente l'incarico di capogruppo PD nel consiglio provinciale di Napoli.

#### In Consiglio Regionale della Campania
Si candida alle elezioni regionali in Campania del 2010 nelle liste del Partito Democratico, nella mozione del sindaco di Salerno Vincenzo De Luca, venendo eletto nel collegio di Napoli con 26.833 preferenze in consiglio regionale della Campania. Durante il suo mandato da consiglio regionale, ha ricoperto il ruolo di capogruppo PD in consiglio regionale da maggio 2013 fino alla fine del suo mandato, nel maggio 2015.
Viene poi rieletto Consiglio regionale alle successive regionali campane del 2015, sempre nella mozione del sindaco uscente di Salerno De Luca, con 20.556 preferenze nel medesimo collegio. Ad agosto dello stesso anno viene eletto Presidente della 5ª Commissione permanente Sanità del consiglio regionale Campano.

#### Elezione a deputato
Alle elezioni politiche del 2018 viene candidato alla Camera dei deputati, tra le liste del Partito Democratico come capolista nel collegio plurinominale Campania 1 - 03, venendo eletto deputato, motivo per cui il 25 giugno 2018 si dimette da consigliere regionale della Campania in quanto le due cariche sono incompatibili, optando per il seggio in Parlamento. Nella XVII legislatura della Repubblica è stato componente e segretario della 6ª Commissione Finanze, oltreché capogruppo del PD nella Commissione parlamentare per il controllo sull'attività degli enti gestori di forme obbligatorie di previdenza e assistenza sociale.
Alle elezioni politiche anticipate del 2022 viene ricandidato alla Camera, per la lista elettorale Partito Democratico - Italia Democratica e Progressista nei collegi plurinominali Campania 1 - 01 e Campania 1 - 02 in terza posizione, ma non risulterà rieletto in nessuno dei due collegi.

#### Elezione al Parlamento europeo
Alle elezioni primarie del PD del 2023 sostiene la mozione di Stefano Bonaccini, presidente della Regione Emilia-Romagna dal 22 dicembre 2014, ma che viene sconfitto dalla deputata del PD Elly Schlein.
Nel maggio del 2024, in occasione delle elezioni europee, viene candidato nella lista del PD per la circoscrizione meridionale.
Viene poi eletto con oltre 127.000 preferenze.